# Soraga
Soraga là một đô thị ở tỉnh Trento ở vùng Trentino-Alto Adige/Südtirol của Ý, tọa lạc cách 60 km về phía đông bắc của Trento. Tại thời điểm ngày 31 tháng 12 năm 2004, đô thị này có dân số 682 người và diện tích là 19,6 km².
Soraga giáp các đô thị: Pozza di Fassa, Rocca Pietore, Vigo di Fassa, Falcade và Moena.